# Transport
För andra betydelser, se Transport (olika betydelser).

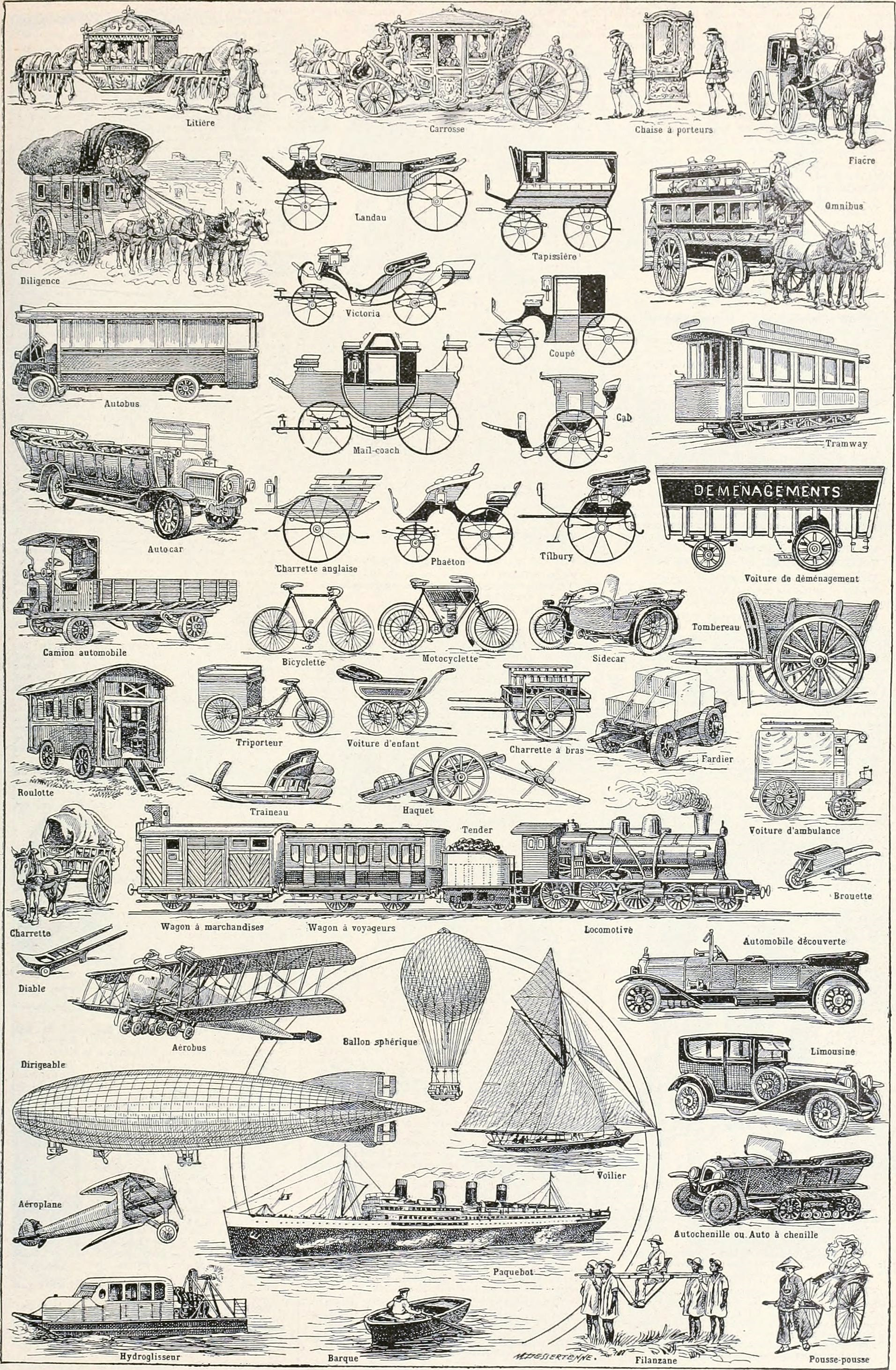
Färdmedel som kan användas för transport

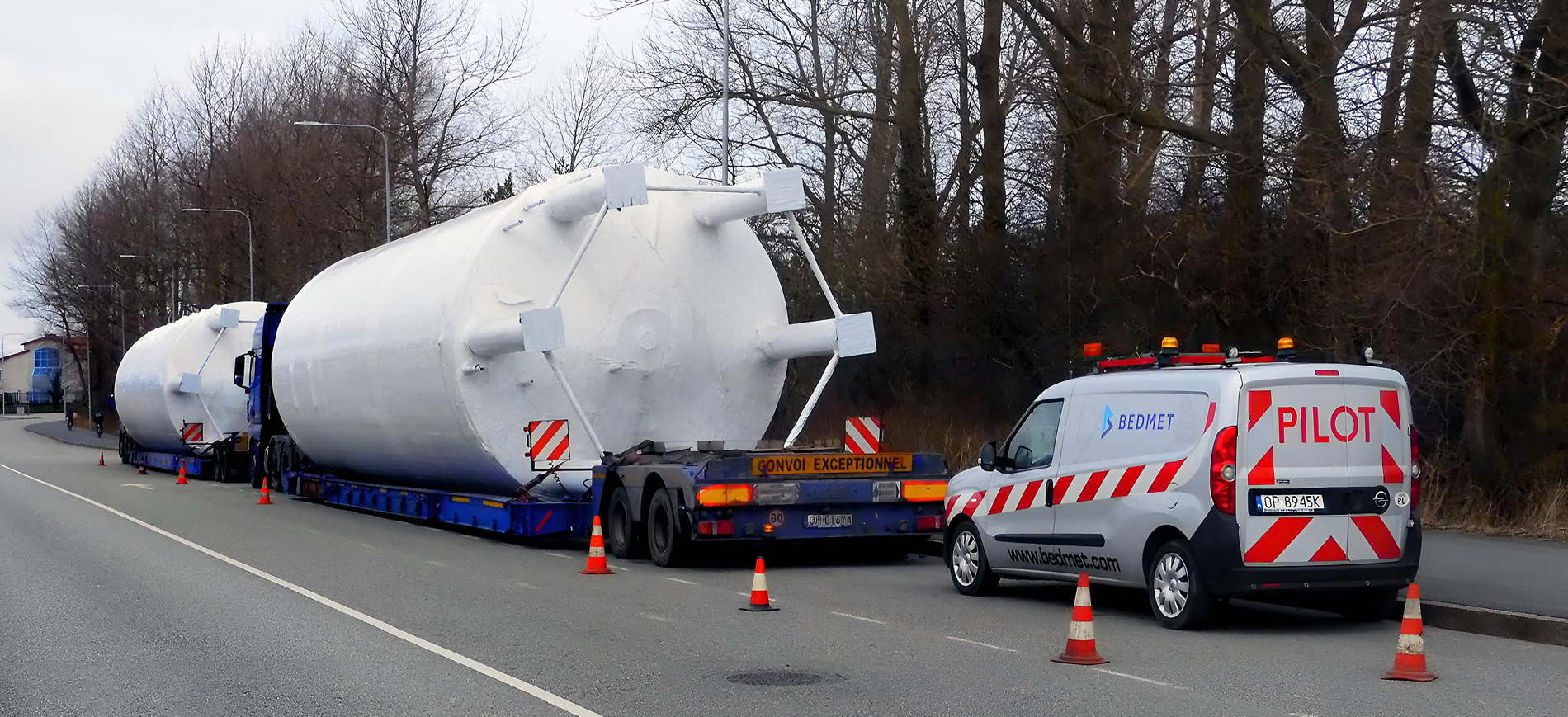
Transport med specialfordon av 2 stora silos, transporten eskorteras av en pilot först och en bakom.

Transport är en förflyttning i större skala av personer, djur eller varor av något slag från en plats till en annan. Transporter är främst till för att på ett smidigt sätt förflytta sig en längre sträcka. Ordet kommer från latinets trans (över) och portare (att bära). De olika systemen som används för att transportera kallas för transportmedel.
Trafikoperatör eller logistikföretag kallas ett företag som transporterar. Logistik är kunskapen om att leda och kontrollera materialflöden samt till dessa kopplade resurs-, informations- och monetära flöden. Transportör är en juridisk eller en fysisk person som ingår ett transportavtal med en kund för en transport av gods.

## Typer av transport

### Mänsklig transport

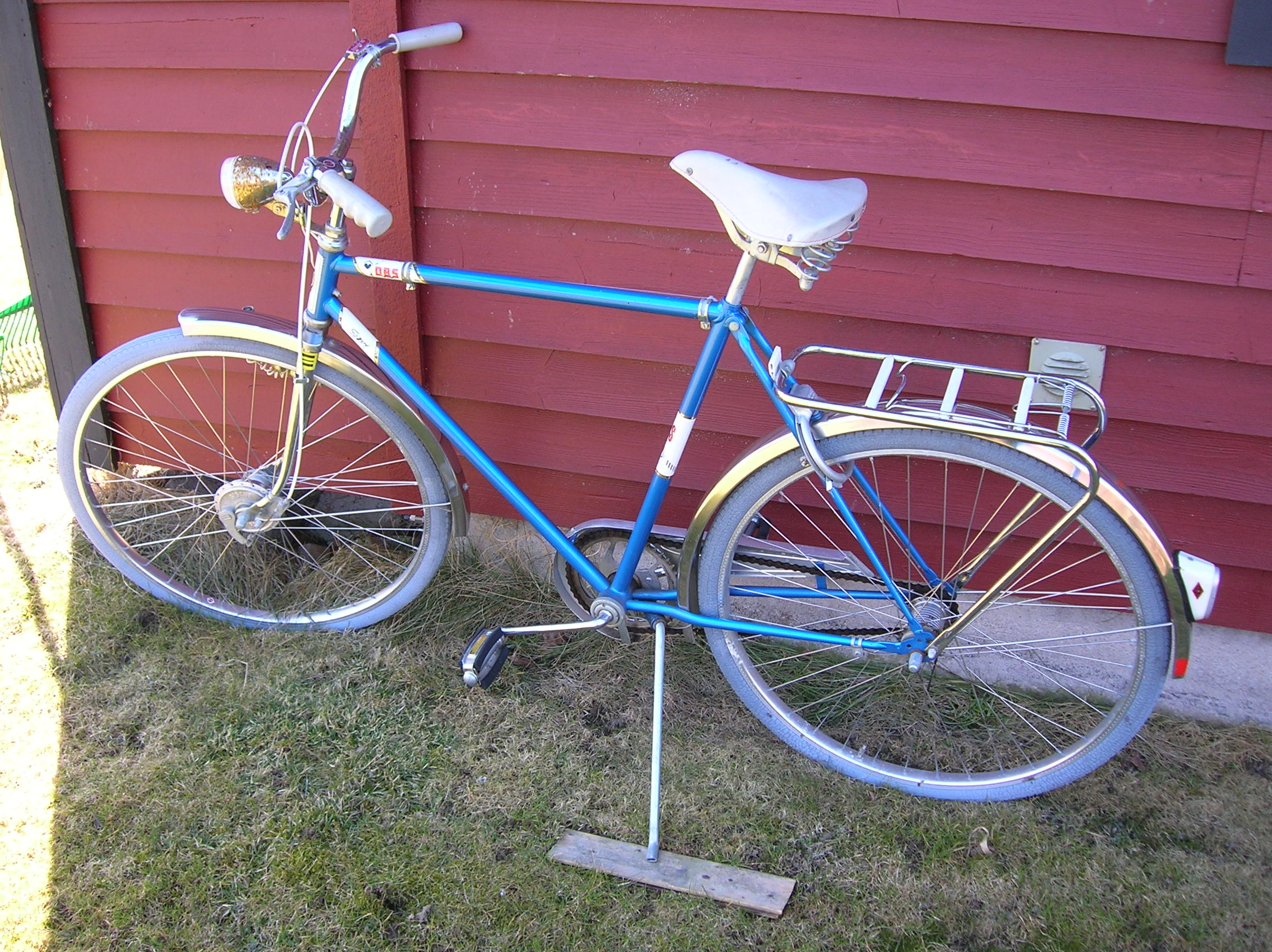
En vanlig cykel i herrmodell.

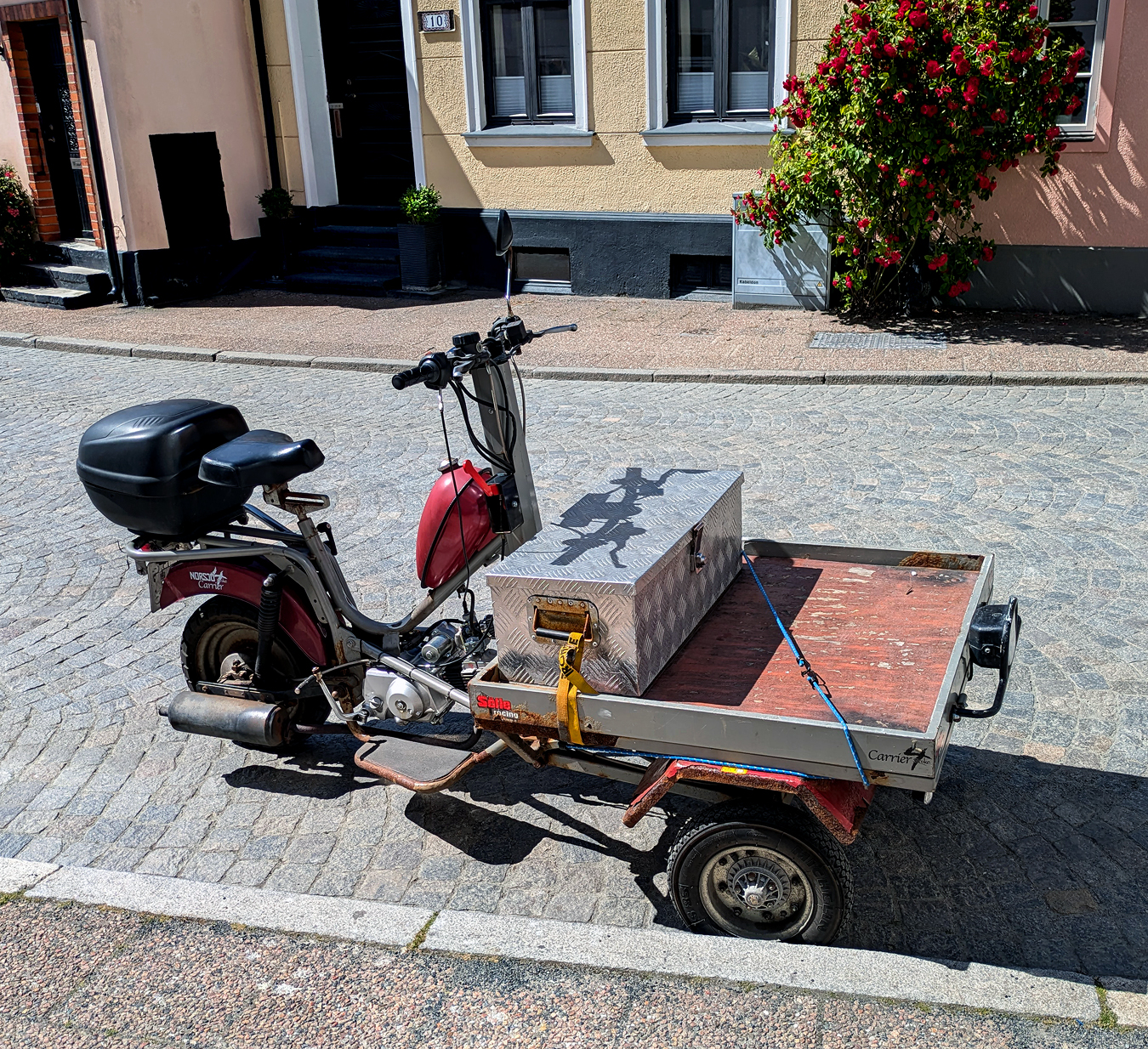
Flakmopeder var förr ett vanligt syn i stadstrafiken, numer används dom mest på öar där biltrafik är förbjuden.

Mänsklig transport är förflyttning av personer eller gods, genom att använda sig av mänsklig muskelkraft. Mänsklig transport har funnits i alla tider, och finns i former så som att gå, springa och simma. Med tiden har olika transportmedel utvecklats för att förenkla mänsklig transport, och kanske framförallt göra den roligare. Cykel, inlines och skridskor är några exempel.

### Djurdriven transport

En travande häst.

Precis som mänsklig transport så har djurdriven transport funnits mycket länge. Människan kan själv direkt transporteras av ett djur, eller använda det för att bära packning eller dra till exempel en släde. Exempel på vanliga riddjur är häst och kamel, medan till exempel åsnan oftast används som lastdjur.

### Vägtransport

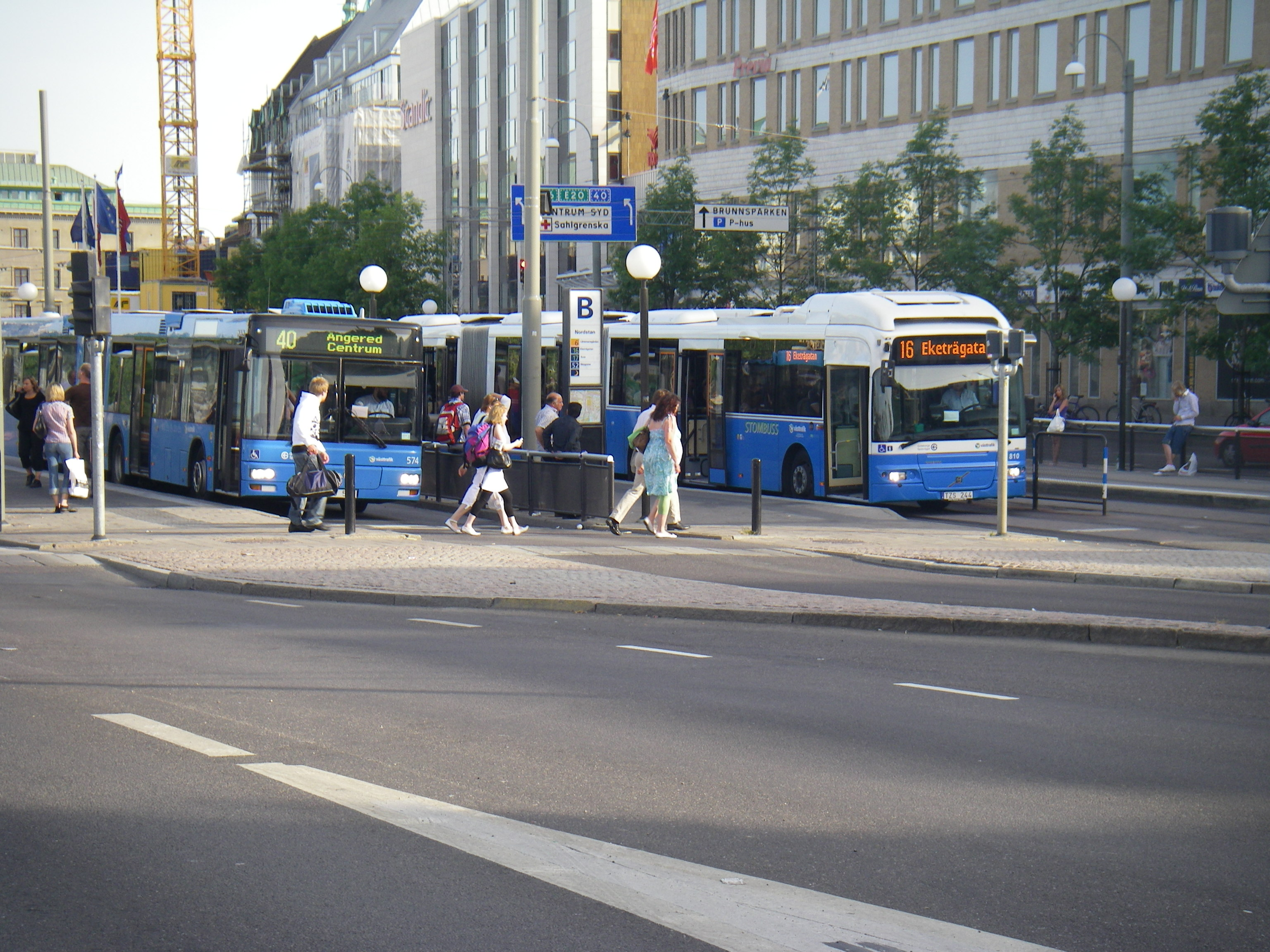
Två stadsbussar i Göteborg.

Vägar är till för att underlätta fysisk kommunikation och transport. På vägar används en hel del olika transportmedel, till stor del motordrivna. De vanligaste fordonen som körs på vägar är  person- och lastbilar, men även till exempel motorcyklar och mopeder förekommer i stor utsträckning. Bussen är ett exempel på kollektivtrafik på vägnätet i stadsområden.
Motorvägar, eller autostrador, är vägar som består av två skilda körbanor med i normalfallet två körfält på varje körbana, alltid en körbana i vardera riktningen och alltid med  mittremsa eller vägräcke 
mellan dem.

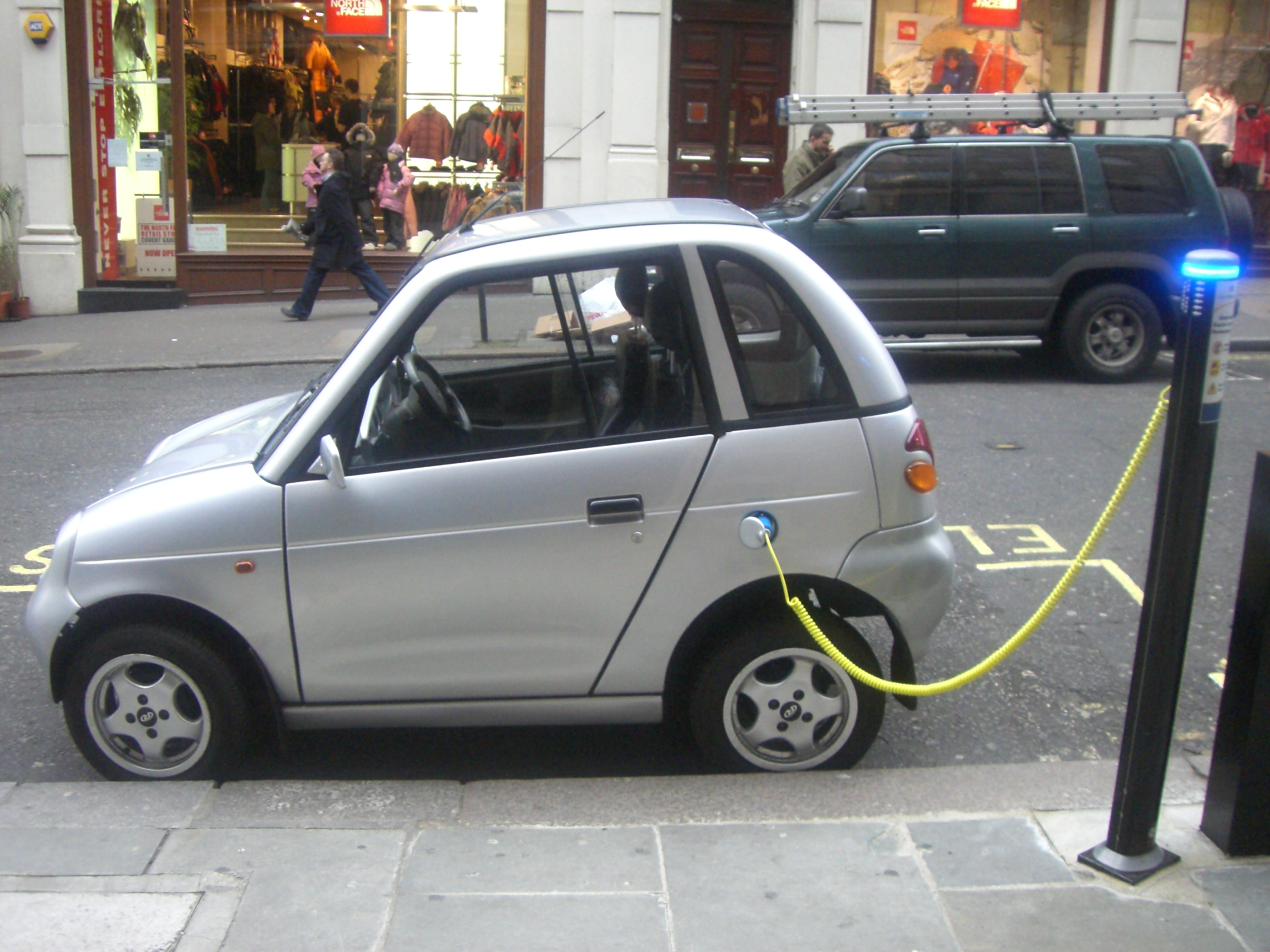
En elbil som står under uppladdning.

Elbilar är, till skillnad från vanliga bensindrivna bilar, vägburna elfordon likt eltåg på järnvägar.
Den största delen av alla godstransporter, mätt som tonkilometer (ton×km), sker på väg och utförs med lastbil. Mätt  som varuvärde är lastbilens andel av godstransporterna ännu mer dominerande. År 2018 transporterades  drygt 475 miljoner ton gods med lastbil inom Sverige. De flesta transporterna är kortare än 25 kilometer.

### Spårbunden transport

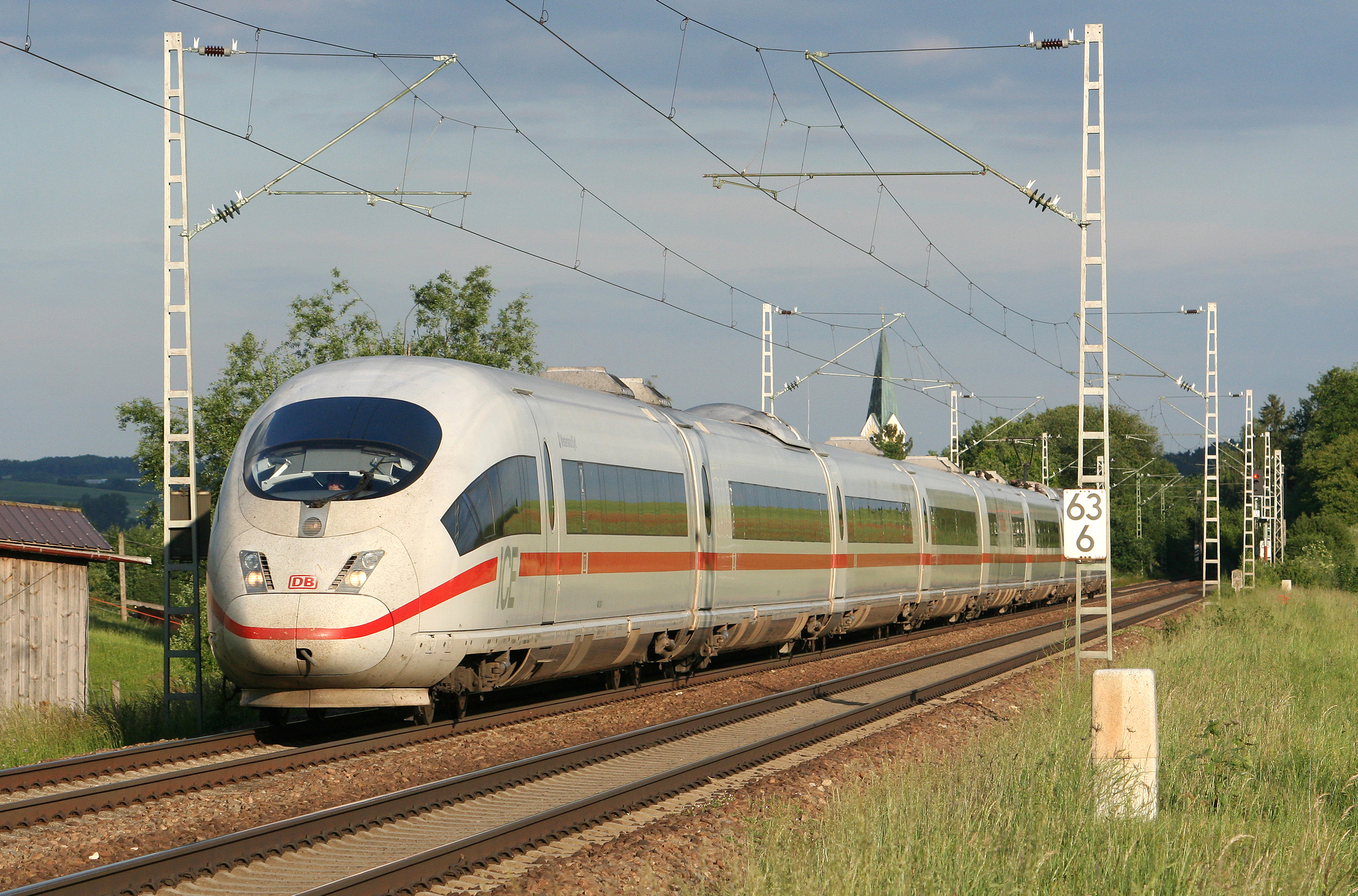
Ett tyskt InterCityExpress-tåg 2007.

Spårbunden transport är när fordon tåg eller spårvagnar körs på vanligen två parallella stålskenor, känd som en järnväg eller spårväg. Skenorna är förankrade mot sliprar (eller syllar) av trä, betong eller stål, för att upprätthålla ett fast avstånd från varandra, eller spårvidd. Järnvägsrälsen och sliprarna placeras på en grund av betong, eller komprimerad jord och grus på en bädd av ballast. Andra spårbundna transportmetoder är monorail och Maglev. Järnvägar kan användas vid transport av såväl personer (som transporteras med persontåg), djur och gods (som transporterars med godståg). Under de senaste decennierna har järnvägen stått för 20-25 procent av de långväga transporterna i Sverige, mätt i tonkilometer.

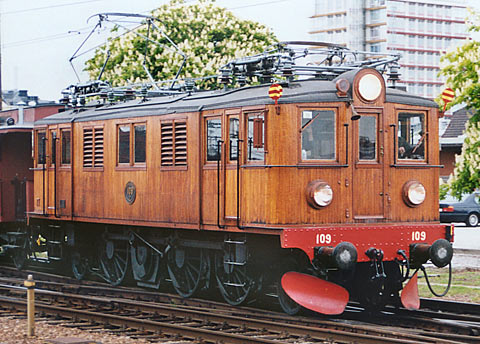
Ett svenskt ellok från 1925.

Elektrifierad järnväg är en järnväg där tågen drivs med elektricitet som tillförs från banan.

### Lufttransport

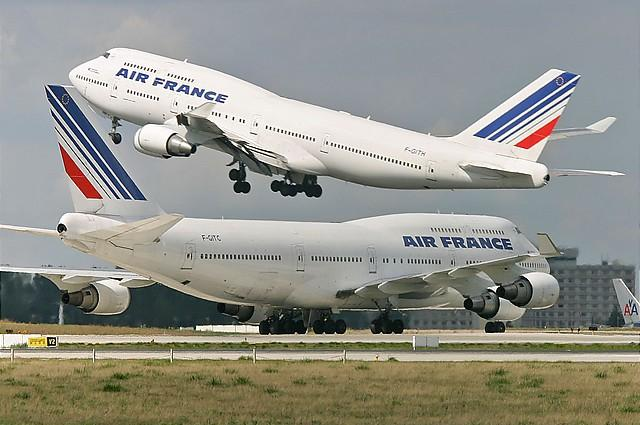
Två flygplan av typen Boeing 747 tillhörande flygbolaget Air France.

Transport genom luften sker med hjälp av luftfarkoster, som till exempel flygplan eller helikoptrar. Luftfart innebär att utnyttja luftfartyg för flygverksamhet. Luftfart kan vara civil eller militär.
Flygplan transporterar människor och varor och dess förare kallas pilot. De startar och landar oftast på en flygplats. Ett passagerarflygplan är ett flygplan vars syfte är att frakta passagerare och deras bagage medan ett fraktflygplan används till att frakta varor. Flygplan kan även beväpnas och användas som stridsflygplan.
Flygfrakt används huvudsakligen för varor med högt värde eller för gods som måste komma snabbt fram till beställaren. År 2018 transporterades knappt 143 000 ton gods och 15 000 ton post med flyg i Sverige varav 98 procent som utrikesfrakt. Det är vanligt att godset fraktas i passagerarflygplan.

### Sjöfart
Sjöfart är transport på vatten med hjälp av olika typer av båtar, som ibland kallas skepp. Ett segelfartyg är ett fartyg som har segel som huvudsaklig  framdrivningskälla, medan fartyg  rent allmänt är maskindrivna. Baserat på båtens framdrivningsmekanism kan transportmedlet delas in i tre huvudgrupper:
- Roddbåtar
- Segelbåtar
- Motorbåtar

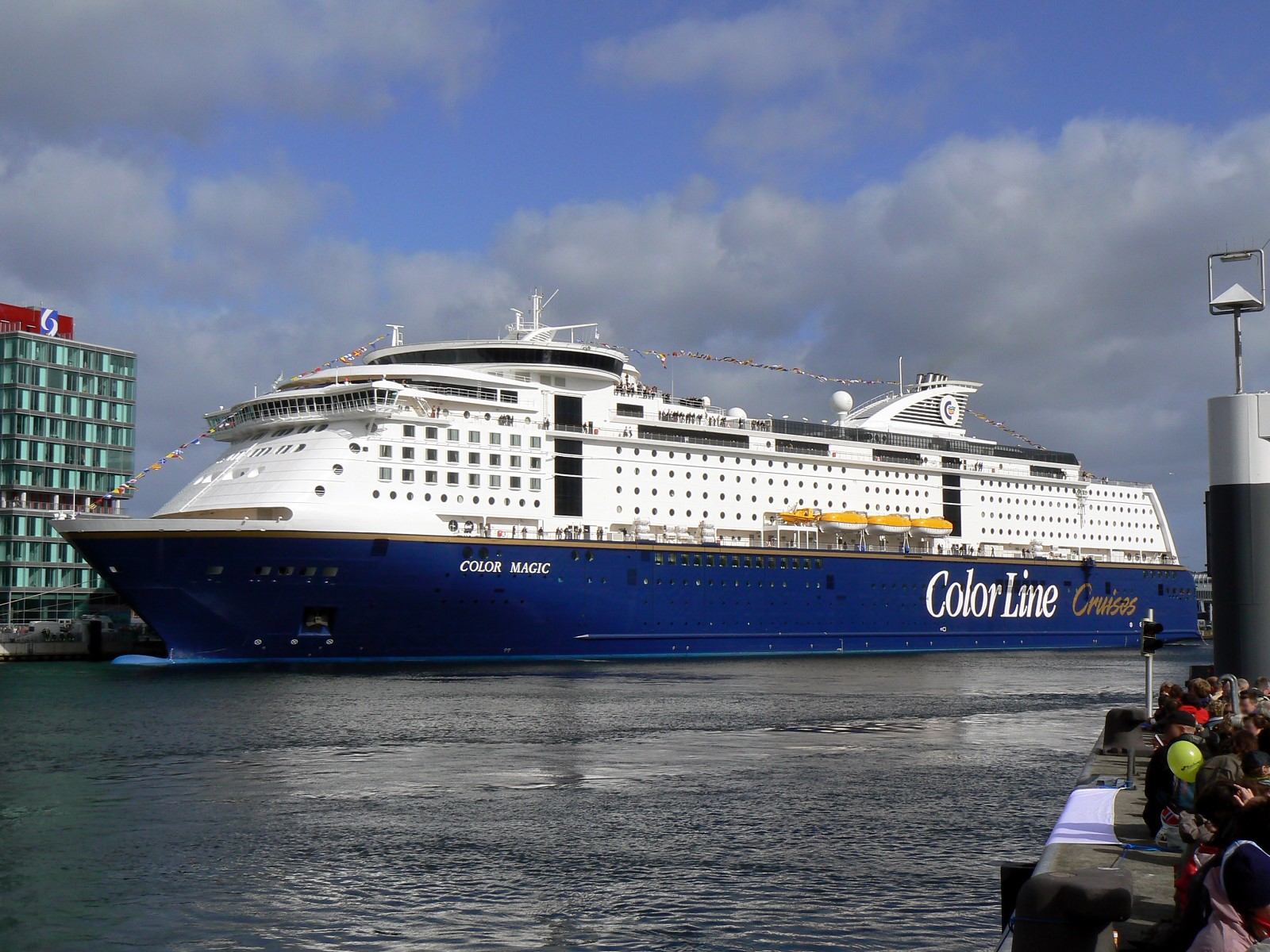
Color Lines M/S Color Magic är världens största färja.

Färjor är fartyg i linjetrafik på en fast bestämd väg och med fast bestämda tider över en å, en flod, en sjö eller ett hav. Färjans huvuduppgift är att transportera personer eller fordon till andra sidan vattnet. Det finns speciella färjor avsedda för bilar och även färjor avsedda för tåg.
Gods transporteras vanligen på speciallbyggda fartyg såsom containerfartyg, tankfartyg och torrlastfartyg. År 2018 hanterades 179 miljoner ton gods i  svenska hamnar, varav 86 procent i utrikes sjöfart och 14 procent i inrikes sjöfart.
Se även ubåt, en militär förkortning för undervattensbåt.

### Övriga transporter

#### Rörledningar

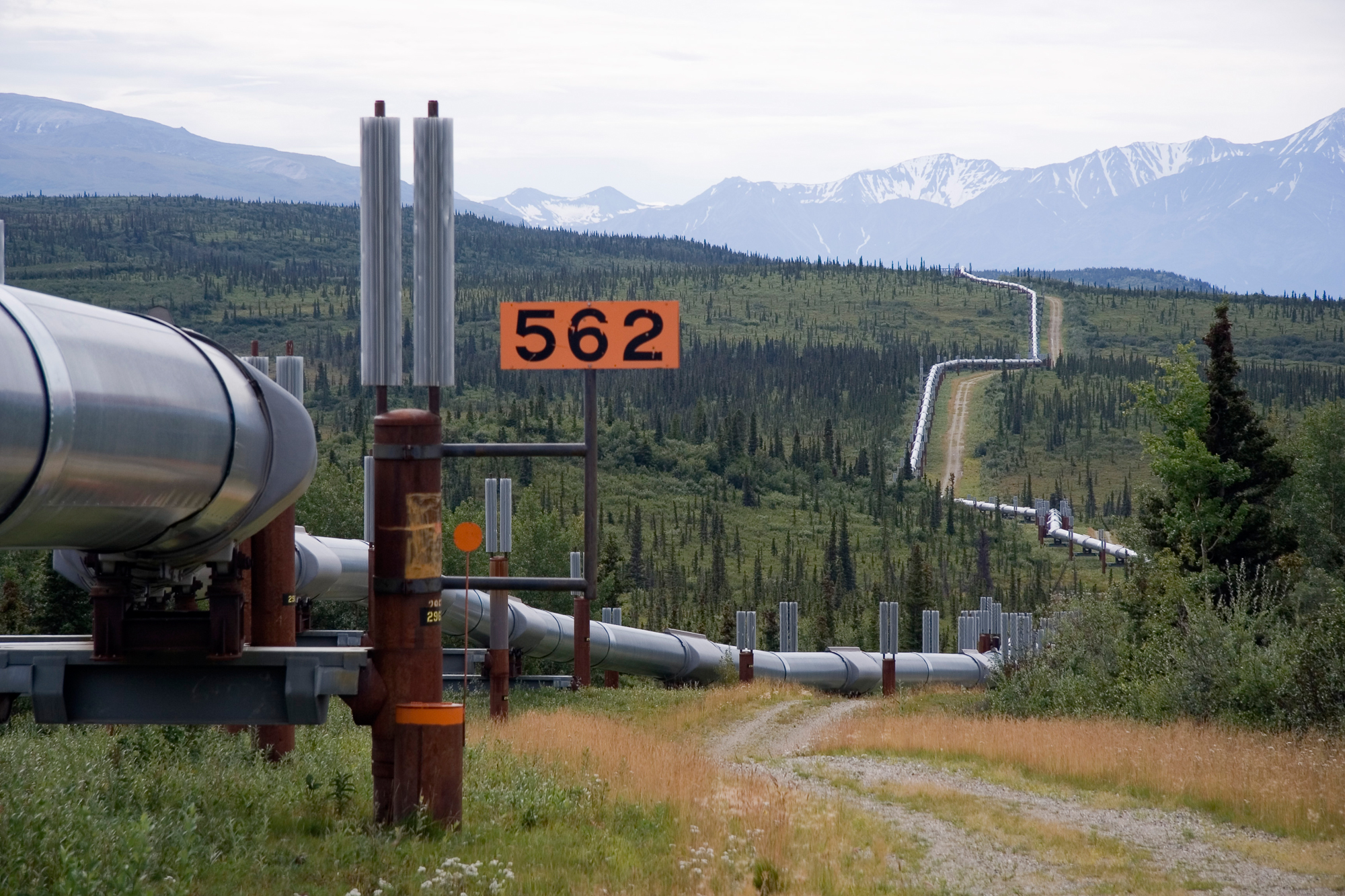
Ett system av ledningsrör i Alaska.

Transport genom ledningsrör kan skicka varor genom ett rör, oftast i flytande eller gasform. Med rörpost kan kapslar i fast form transporteras med hjälp avkomprimerad luft. För vätskor och gaser, kan alla kemiskt stabila vätskor eller gaser skickas via en rörledning. System med korta distanser finns bland annat för avloppsvatten, slam, vatten och öl, medan de längre näten till exempel används för olja och naturgas. År 2019 fanns det mer än 3 800 rörledningar för olja och gas i drift i världen med en total längd på mer än 1,8 miljoner kilometer. I västra Sverige sker långväga distribution av främst naturgas i ett 600 kilometer långt rörnät.

#### Kablar

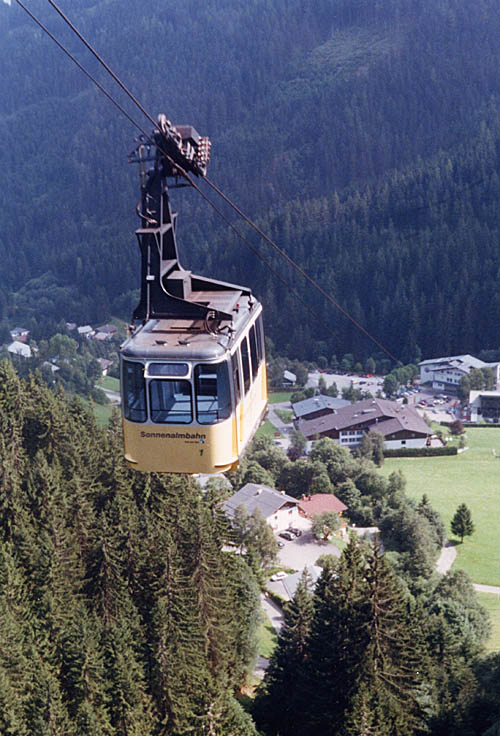
Kabinbana i turistorten Zell am See i Österrike.

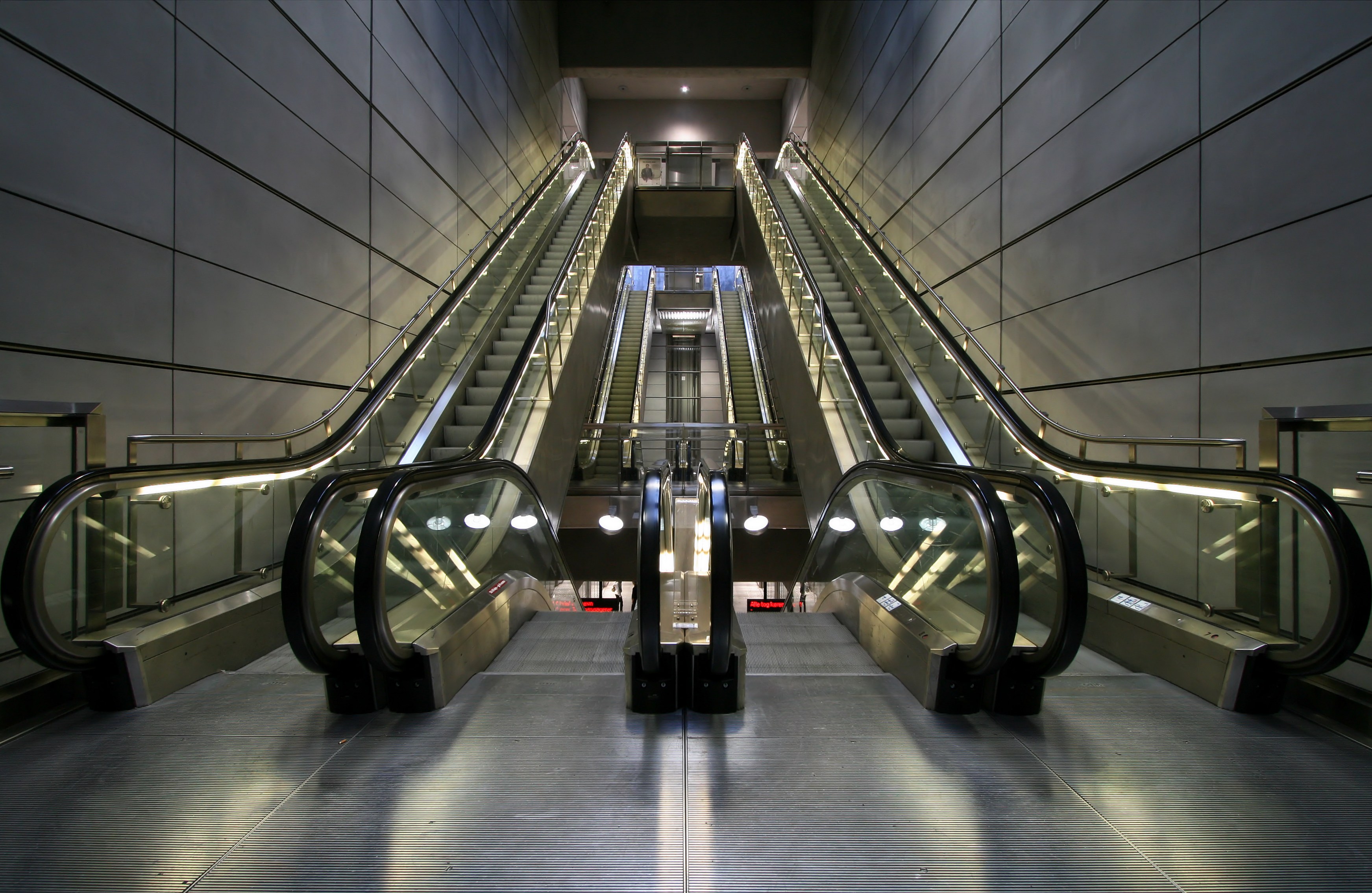
Rulltrappor i Köpenhamns metro.

Transport via kablar eller vajrar sker genom att fordon dras av kablar istället för med en intern 
strömkälla. Detta förekommer vanligtvis vid branta lutningar. Typiska lösningar omfattar kabinbanor, hissar, rulltrappor och skidliftar.

#### Rymdfärder
Rymdfärder är transporter utanför Jordens atmosfär i rymden med hjälp av en rymdfarkost. Medan stora mängder av modern teoretisk forskning har gått till teknik, är denna sällan använd i praktiken förutom att sätta satelliter i omloppsbana och att utföra vetenskapliga experiment. Däremot har människan landat på månen, och rymdsonder har skickats till flera himlakroppar i solsystemet.

## Grunder för transport

### Infrastruktur
Infrastruktur för transport är de fasta installationer som möjliggör för transporten att fungera. Den består exempelvis av vägar, terminal- och parkeringsplatser samt underhåll. För järnvägar, rörledningar, väg- och kabeltransporter måste hela vägen som ett fordon ska avverka byggas upp. Vid luft- och vattentransport undviks detta problem, eftersom inga vägar behöver byggas. Dock finns det fast infrastruktur vid terminaler för dessa transportmedel.

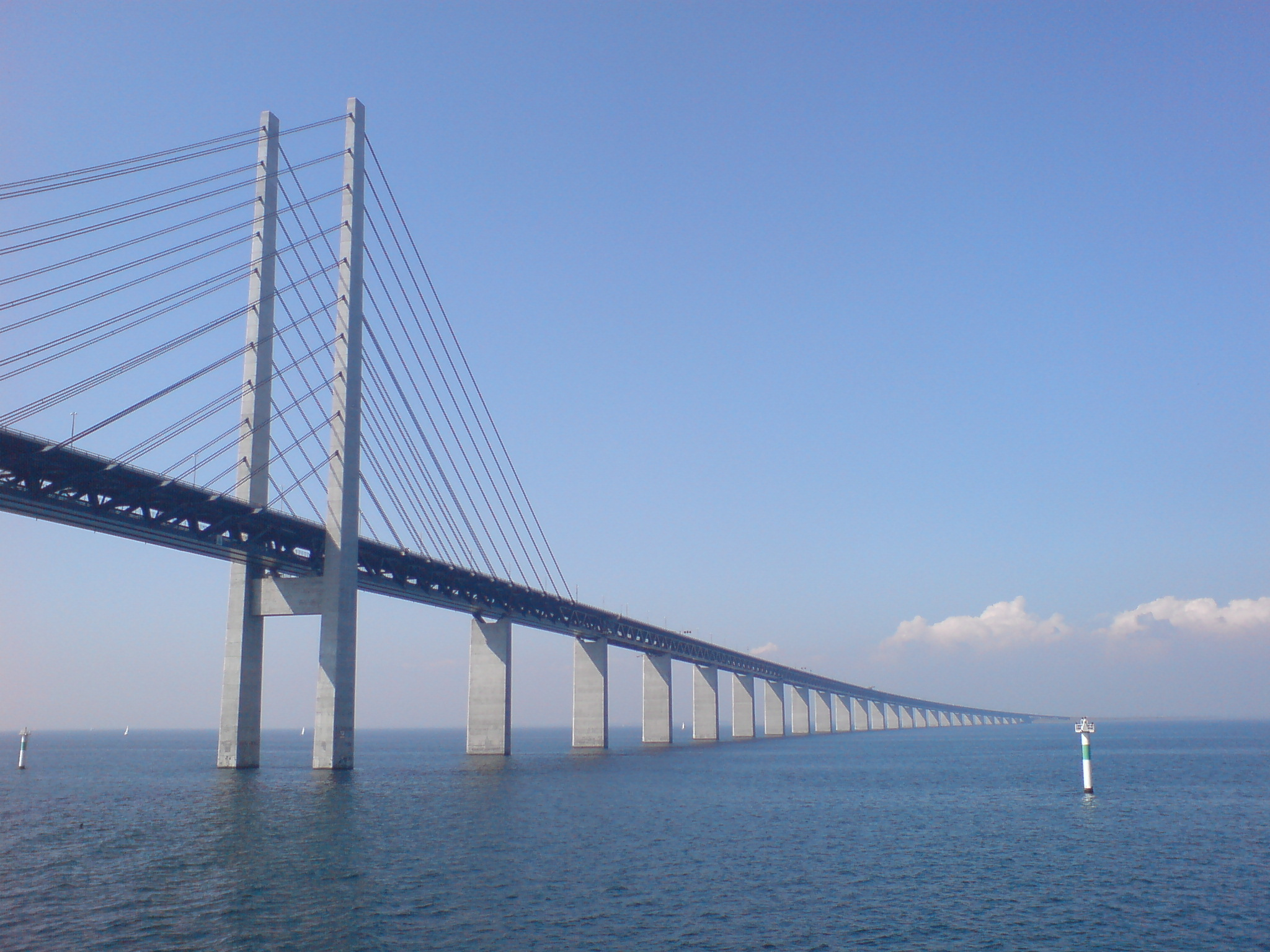
Broar, som Öresundsbron, möjliggör för vägar och järnvägar att passera vatten.

Terminaler, som exempelvis flygplatser, hamnar och järnvägsstationer, är platser där passagerare och gods kan överföras från ett fordon eller transportsätt till ett annat. För passagerartransporter är terminalerna ofta integrerade för olika transportsätt. Flygplatser förbinds exempelvis med tåg, som ansluter flygplatser med stadskärnor och förorter. Det finns även terminaler för bilar som parkeringsplatser, medan bussar kan vara verksamma från enkla hållplatser. För gods fungerar vanligen fraktterminaler som omlastningspunkter, även om gods också transporteras direkt från produktionsanläggningen till användaren.
Finansiering av infrastrukturen kan antingen vara offentlig eller privat. Transporter är ofta ett naturligt monopol och en nödvändighet för allmänheten. Vägar, och i vissa länder även järnvägar och flygplatser, finansieras via skatter. Nya infrastrukturprojekt kan innebära stora utgifter som ofta finansieras genom lån. Många infrastrukturägare kräver därför särskilda användaravgifter, såsom landningsavgifter på flygplatser eller vägtullar och 
broavgifter på vägarna. Oberoende av detta får myndigheterna införa skatt på köp eller användning av fordon.